# Mario Pérez Guadarrama
Mario Pérez Guadarrama Pichojos es un exfutbolista mexicano, hijo de Luis "Pichojos" Pérez. Se desempeñó como defensa, vistiendo las camisetas del Necaxa y América durante su carrera; de la cual destaca valiosas participaciones con estos equipos, fue un jugador noble y en cada equipo defendió los colores.
Mario Pérez Guadarrama es un gran propulsor del fútbol, ha dirigido equipos de Ascenso y 2.ª División, teniendo gratas participaciones con Reynosa, Guerreros de Acapulco, Alacranes de Durango; y actualmente el pretende dirigir a un equipo del cual se sintió orgulloso de pertenecer en aquellas épocas es el Tampico Madero[cita requerida]. Tuvo tres hermanos futbolistas: José Luis, Carlos y Rodolfo.
Jugó en la selección de México que participó en la selección mexicana de los Juegos Olímpicos de México 1968 y en la Copa Mundial de 1970, además de ser campeón de Liga y de Copa con el Club América.

## Participaciones en Juegos Olímpicos
| Torneo                   | Sede   | Resultado    |
| ------------------------ | ------ | ------------ |
| Juegos Olímpicos de 1968 | México | Cuarto lugar |

## Participaciones en Copas del Mundo
| Mundial              | Sede   | Resultado        |
| -------------------- | ------ | ---------------- |
| Copa Mundial de 1970 | México | Cuartos de final |

## Palmarés

### Como jugador

#### Campeonatos nacionales
| Título               | Club         | País   | Año     |
| -------------------- | ------------ | ------ | ------- |
| Copa México          | Club Necaxa  | México | 1965-66 |
| Campeón de Campeones | Club Necaxa  | México | 1965-66 |
| Primera División     | Club América | México | 1970-71 |
| Copa México          | Club América | México | 1973-74 |
| Campeón de Campeones | Club América | México | 1975-76 |
| Primera División     | Club América | México | 1975-76 |

#### Campeonatos internacionales
| Título                           | Club         | Sede             | Año  |
| -------------------------------- | ------------ | ---------------- | ---- |
| Copa de Campeones de la Concacaf | Club América | Paramaribo       | 1977 |
| Copa Interamericana              | Club América | Ciudad de México | 1978 |